# Zielona karta (ubezpieczenie)

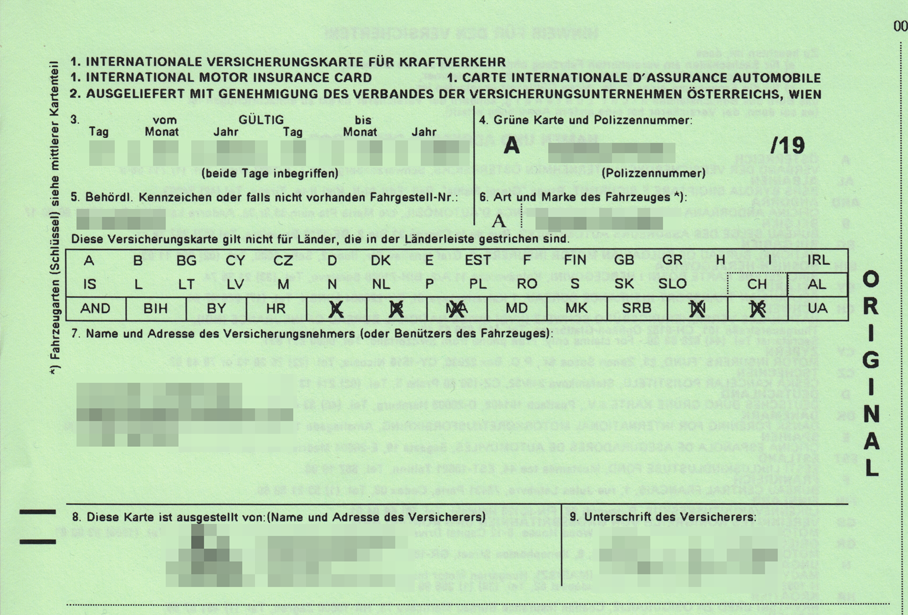
Zielona karta

Zielona karta – międzynarodowy certyfikat ubezpieczeniowy dla posiadacza pojazdu mechanicznego, świadczący o tym, że jest on objęty ubezpieczeniem odpowiedzialności cywilnej (OC) zgodnie z prawem ubezpieczeniowym obowiązującym w kraju, w którym jej posiadacz przebywa, a który należy do (głównie europejskiego) Systemu Zielonej Karty. 
Certyfikat Zielonej Karty może być wystawiony na okres co najmniej 15 dni.
Państwa, w których posiadanie Zielonej Karty jest obowiązkowe, to: 

- Albania
- Białoruś
- Bośnia i Hercegowina
- Iran
- Izrael
- Macedonia Północna
- Maroko
- Mołdawia
- Rosja
- Czarnogóra
- Tunezja
- Turcja
- Ukraina